# ウルトラマンゼロ
ウルトラマンゼロは、円谷プロダクション制作の特撮作品のシリーズ「ウルトラシリーズ」に登場するキャラクター。2009年公開の映画『大怪獣バトル ウルトラ銀河伝説 THE MOVIE』で初登場した。英字表記はULTRAMAN ZERO。

## 概要
ウルトラセブンの実子であり、若き最強戦士とも称される。外見もセブンに似ているが、体色は上半身が青で下半身が赤という、初登場当時のM78星雲光の国のウルトラ戦士には見られない基調をしており、頭部にはセブンのアイスラッガーと同型の武器ゼロスラッガーが2本装着されている。目付きは鋭く、胸にはカラータイマーが装着されている。セブン譲りの光線技や切断技、師匠であるウルトラマンレオから教わった宇宙拳法を駆使して戦う。レオによる修行の成果もあって戦闘力はかなり高く、並の怪獣なら多数でも1人で難なく倒してしまうほどの強さを誇る。
型にはまった窮屈さを嫌う自由奔放な性格であり、血気盛んでかつ少々荒っぽい面も持つが、荒野にて飛び散った岩塊に潰されそうになったピグモンを守るなど、心の奥底には小さな命を慈しむ優しさもある。戦闘中に親指で唇を拭う癖があるほか、「2万年早いぜ！」をはじめとする過激な物言いなど、敵には辛辣な言動で対応することも多いが、たとえ卑怯な手段を使ってきた敵であっても倒した後は決して侮蔑しないなど、戦士としての礼儀も持ちあわせている。また、『ウルトラマンサーガ』における自分を拒否するタイガ・ノゾムとのやりとり、『ウルトラマンジード』ではレムを「コンピューターのお姉ちゃん」と呼ぶ、『ウルトラマン列伝』でのコメディエピソード放送後のコメントなどではツッコミを入れる場面も散見され、戦いを離れた場では若者ならではの砕けた性格であることがわかる。
高い素質を秘めているが、その若さゆえに未熟な面もあり、当初は自分の実力を過信するあまり力に対する欲求も強く、それゆえに故郷の規則を破って追放されたこともあった（詳細は後述）が、レオとの修行やウルトラマンベリアルとの戦いを通じて本当の強さの意味を見出して成長し、過去の過ちを教訓としてストロングコロナやルナミラクルなどの経験で得た自分の「力」に対しては、慎重な考えを示すようになった。その後の戦いでも様々な試練や仲間たちとの出会いを経て、ウルトラ戦士として心身ともに目覚ましい成長を遂げていくこととなる。
セブンのことは「親父」と呼んでいるが、自身がセブンの息子という事実を知らされるまでは、呼び捨てにしていた。レオのことも呼び捨てにしており、先輩に当たる他のウルトラ戦士たちに対しても二人称は「あんた」で、基本的にはタメ口で接している。しかし、ゾフィーのことは「ゾフィー隊長」と呼ぶほか、ウルトラの母に対しては少しだけだが敬語を使う（『ウルトラゼロファイト』第二部）、ウルトラマングレートのことを「グレート先輩」と呼ぶ（『ウルトラマン列伝』第100話）、アブソリュートタルタロスを撤退させたウルトラマンジョーニアスに自身の未熟さを認めて修行を申し込む（『ウルトラギャラクシーファイト 運命の衝突』）など、上司や先輩たちに対する礼節も徐々に身につけてきている。
光の国からの追放処分が解けた後も、ダークロプスゼロとの戦いなどで宇宙警備隊の一員として活動していたが、アナザースペースでのベリアル軍との戦いにおいて出会い、共闘した仲間たちと新たな宇宙警備隊「ウルティメイトフォースゼロ」を結成して以降は、アナザースペースに滞在して彼らとともに活動し、K76星・怪獣墓場のピグモンたちとも友情を築いている。ウルティメイトフォースゼロはゼロが設立したが、彼自身がリーダーというわけではない。ピグモンに関しては基本的にゼロが守ったり救ったりする立場にあるが、同時に自らの迷いを取り払ってもらう場面もあり、ウルティメイトフォースゼロともピグモンともその関係は対等である模様。一方、ベリアルとは幾度となく交戦する宿敵となり、いずれにおいてもゼロが勝利するがそのたびに様々な影響をおよぼし合うなど、一概に敵対するだけとは言いがたい因縁を持つようになる。また、ウルトラマンダイナやウルトラマンコスモスなど、M78ワールドやアナザースペースの仲間たち以外のウルトラ戦士たちとも、訪れた先の惑星や宇宙などで積極的に独自の交友関係を築いている。ウルトラマンギンガ以降のニュージェネレーションヒーローズには、先輩や師匠としての風格を見せるまでになっている。
母は光の国の宇宙科学技術庁に所属する科学者であるが、現在の行方などについては「まだ調査中」として詳細な設定は明らかになっていない。

### 制作関連
当初は別のテレビシリーズの企画に登場するキャラクターだった。『大怪獣バトル ウルトラ銀河伝説 THE MOVIE』で、親子愛を描くために用意されたキャラクターである。同作品のプロデューサーを務めた岡部淳也は、「セブンの息子」と設定した理由を「セブンに息子がいることに一番インパクトがあるから」と述べている。当初の脚本では元々セブンの息子であることを知っているというものだったが、後半で劇的に発表するというものになり、セブンとの関係を知らずに育てられたという設定となった。「ウルトラマンレオが師」という設定は、同作品の監督を務めた坂本浩一が「セブンの息子」という設定から発想したもので、自身が愛好するレオとカンフー映画の要素を取り入れている。
ゼロの性格は、漫画『あしたのジョー』の主人公・矢吹丈がモデルであると言われている。
小林雄次著『特撮ヒーロー番組のつくりかた』では、ウルトラマンゼロという名前は「ウルトラマンの物語をもう一度ゼロから始める」という意味を内包すると記述している。
『ウルトラ銀河伝説』でのアクション演出では、セブンとレオ両者のスタイルを取り入れている。
決めポーズについては、『ウルトラ銀河伝説』では大西がレオのイメージを入れて突き出した二本指を立てているが、『VSダークロプスゼロ』以降では岩田が中国武術に寄せたものとなっている。唇を拭う癖は、岩田の提案で生まれたものである。

### デザイン・造型
キャラクターデザインは後藤正行。初期名は「ウルトラセブンアックス」。セブンを今風にアップデートしてリニューアルするというコンセプトでデザインされ、基本決定稿の段階でも全身は赤一色で、セブンの息子であることからカラータイマーも付けていなかったが、鋭い目つきと2本のアイスラッガーは一貫していたという。作中にはウルトラ戦士が多数登場するため、「セブンと並ぶと区別がつきにくくなる」との岡部の指摘により、造形の段階で体色は目立つように赤と青の組み合わせに変更された。口元はセブンに準じているが、顔全体は斜めのラインで構成されており、角度によって違った表情を見せられるようになっている。脇腹周辺のラインも変えており、造形では腰辺りがX字になっている。
スーツは同時に制作されたウルトラマンベリアルとともにウェットスーツの材料を焼き込み、立体を表現するという手法で造形された。また、従来のスーツでは皺が出ないように強く引き締める構造となっていたが、ゼロはアクションが多いため、スーツアクターに軽くフィットする程度の設計とされた。
マスクも従来は頭部と一体成型であったのに対し、ゼロとベリアルは面だけが外れる構造となっている。ゼロスラッガーは、当初の頭部造型はデザイン画と大きさが違ってしまっていたため、『ウルトラ銀河伝説』のクランクイン後に作り直された。そのため、同作品では登場当初と終盤でゼロスラッガーの大きさが異なっている。目にはLEDが用いられ、左右それぞれの中心部分にだけ発光部分を設けることにより、瞳のように見せている。

## 登場作品
その他の作品についてはウルトラマンゼロの作品一覧を参照。

### 劇場版・オリジナルビデオ
- 映画『大怪獣バトル ウルトラ銀河伝説 THE MOVIE』（2009年） - 初出演作
- オリジナルDVD『ウルトラ銀河伝説外伝 ウルトラマンゼロVSダークロプスゼロ』（2010年）
- 映画『ウルトラマンゼロ THE MOVIE 超決戦!ベリアル銀河帝国』（2010年）
- オリジナルDVD『ウルトラマンゼロ外伝 キラー ザ ビートスター』（2011年）
- 映画『ウルトラマンサーガ』（2012年）
- 映画『劇場版 ウルトラマンギンガS 決戦!ウルトラ10勇士!!』（2015年）
- 映画『劇場版 ウルトラマンX きたぞ!われらのウルトラマン』（2016年）
- 映画『劇場版 ウルトラマンオーブ 絆の力、おかりします!』（2017年）
- 映画『劇場版 ウルトラマンジード つなぐぜ!願い!』（2018年）

### テレビシリーズ
- 『ウルトラマン列伝』（2011年-2013年） - 番組ナビゲーター
  - 『ウルトラゼロファイト』（2012年-2013年）
- 『新ウルトラマン列伝』（2013年-2016年） - 番組ナビゲーター
  - 『ウルトラマンX』（2015年） - 第5話ゲスト
- 『ウルトラマンオーブ』（2016年） - 第4話ゲスト
- 『ウルトラマンゼロ THE CHRONICLE』（2017年） - 番組ナビゲーター
  - 『ウルトラファイトオーブ 親子の力、おかりします！』（2017年） - 準主人公
- 『ウルトラマンジード』（2017年） - 副主人公[22]
- 『ウルトラマンタイガ』（2019年） - 第23話ゲスト
- 『ウルトラマンクロニクル ZERO&GEED』（2020年） - 番組ナビゲーター
- 『ウルトラマンZ』（2020年）
- 『ウルトラマンクロニクルZ ヒーローズオデッセイ』（2021年） - 番組ナビゲーター
- 『ウルトラマン ニュージェネレーション スターズ』（2023年・2025年）

### YouTube配信
- 『ウルトラギャラクシーファイト ニュージェネレーションヒーローズ』（2019年）
- 『ウルトラギャラクシーファイト 大いなる陰謀』（2020年 - 2021年）
- 『ウルトラギャラクシーファイト 運命の衝突』（2021年 - 2022年）

### ゲーム
- 『ロストヒーローズ』（2012年、ニンテンドー3DS・PlayStation Portable用ソフト）
  - 『ロストヒーローズ2』（2015年、ニンテンドー3DS用ソフト）
- 『巨影都市』（2017年、PlayStation 4用ソフト）
- 『ウルトラマン オールスタークロニクル』（2013年、PlayStation Portable）[23]
- 『大怪獣ラッシュ ウルトラフロンティア』（2013年、データカードダス）
- 『ウルトラマン フュージョンファイト!』（2016年、データカードダス）

## ウルトラマンゼロを演じた人物

### 声の出演
- 宮野真守 - 日本語版専任キャスト
- ジャック・マルジ - 『ウルトラギャラクシーファイト ニュージェネレーションヒーローズ』英語版
- エリック・ケルソー - 『ウルトラギャラクシーファイト 大いなる陰謀』英語版[24]、『ウルトラギャラクシーファイト 運命の衝突』英語版

### 人間体

#### 映像作品
- ラン（演：小柳友） - 『ウルトラマンゼロ THE MOVIE 超決戦!ベリアル銀河帝国』
- タイガ・ノゾム（演：DAIGO） - 『ウルトラマンサーガ』
- 伊賀栗レイト（演：小澤雄太） - 『ウルトラマンジード』

#### ステージ
- モロボシ・シン - 『ウルトラマンプレミア2011』における演者。
  - 渡辺大輔 ※名古屋公演に出演。
  - 宮野真守 ※東京公演に出演。
  - 川野直輝 ※大阪公演に出演。

### スーツアクター
- 岩田栄慶 - 『ウルトラマンゼロ THE MOVIE』以降の映像作品の多くにおいて担当。
- 寺井大介 - 『ウルトラマン列伝』において担当。
- 大西雅樹 - 『ウルトラ銀河伝説』のみで担当。
- 岡部暁 - 『ウルトラマンX』では岩田の代役部分、『ウルトラマンジード』ではメイン担当。
- 石川真之介 - 『ウルトラマンオーブ』第25話[25]

## データ
- 家族構成：
  - 父：ウルトラセブン（モロボシ・ダン）
  - 母：宇宙科学技術庁科学者

### 武器・アイテム
ゼロスラッガー
セブンのアイスラッガーと同様の2本の宇宙ブーメランで、使用方法も同様。
ウルトラマンベリアルの怪獣軍団の一部やレギオノイドの一部を撃破し、デルストのボディやハイパーゼットン（ギガント）の左腕を切断した。また、回転させてインペライザー（BS）の放った光弾を防いだこともある。
- アイデアでの名称は「ダブルアイスラッガー」。

ゼロツインソード
『ウルトラ銀河伝説』でゼロスラッガーがプラズマスパーク・エネルギーコアの光を受けて三日月状の剣に変形した、ゼロ最強のアイテム。投げ付けて使用することも可能で、設定上は光線技も使用できる。ただし、プラズマスパークスラッシュ（後述）を発動していない状態では、敵に弾き飛ばされてしまったこともある。
『ウルトラマンサーガ ゼロ&ウルトラ兄弟 飛び出す!ハイパーバトル!!』ではゾフィーのM87光線を当てて撃ち出し、怪獣兵器バードンを倒した。
- アイデアでは「クロスホーク」という名称であった。企画案では弓矢のような攻撃もあったが、後述のファイナルウルティメイトゼロに受け継がれた。

ウルトラゼロブレスレット
『ウルトラマンゼロ THE MOVIE』で初登場。父であるウルトラセブンより授かった万能アイテム。ゼロの左腕に装着されているが、変身前の姿でも装着されており、変身アイテム・ウルトラゼロアイを取り出すことができる。
内部に特別なプラズマスパークエネルギーがチャージされており、かつてウルトラマンジャックが使用していたウルトラブレスレットのように、脳波によってさまざまな武器（後述のウルトラゼロスパーク・ウルトラゼロランス）に変化させて敵に立ち向かう。
プラズマスパークエネルギーは3回のみ使える非常用のエネルギー源ともなるが、アナザースペースでまったくエネルギーを得られないゼロは一体化した者と変身するたびに消費しなければならなくなってしまい、変身後に3つあるランプが1つずつ消えていった。このランプは光の国にあるプラズマシンクロ装置を介してセブンたちにもエネルギー状況が伝わるようになっているほか、マルチバースの中でも光の国の場所を指し示すようになっている。
劇中3回目となるウルトラゼロアイの取り出しを行った直後に消滅し、カイザーベリアルとの最終決戦以降は後述するウルティメイトブレスレットを装着している。
- ウルティメイトゼロとは別に『ウルトラ銀河伝説』とのビジュアルの違いを出すため、設定された。初期デザインでは、発光部は3方にあるという想定であった。

ウルトラゼロスパーク
ブレスレットをナイフ状に変形させた武器。白熱化させて飛ばし、敵を攻撃する。形状はウルトラマンジャックのウルトラスパークと似ているが、根元にウルトラゼロブレスレットの意匠がある。
セブンがゼロに渡す際にこの形態を見せたのみで、戦闘には未使用。
ウルトラゼロランス
ウルトラゼロスパークの先端を伸ばして槍状に変形させた武器。スパーク同様に白熱化させて投げるほか、接近戦にも用いられる。
1回の投擲で何体ものレギオノイドを撃破する威力を見せ付けた。

ウルティメイトブレスレット
『ウルトラマンゼロ THE MOVIE』で初登場。ウルトラマンノアから授かったウルティメイトイージス（後述）が変化したブレスレット。ウルトラゼロブレスレットに代わってゼロの左腕に装着されている。新たに「ゼロブレスレット」と記述されることも多い。これを入手後、ゼロはアナザースペースでエネルギー切れを気にせず活動が可能となった。
中央には青いランプがあり、常に点灯しているが、ウルティメイトイージスを使用できない時は消灯する。ウルトラゼロブレスレットと同じく変身前の姿でも装着されており、ウルトラゼロアイを取り出す能力も引き継いでいる。また、融合した人間と会話する通信アイテムにもなる。
『ウルトラマンサーガ』ではハイパーゼットン（イマーゴ）に敗れた際に石化してしまったが、その後はサーガブレスに変形して一時的にウルトラマンサーガへの変身アイテムとなった。この時、ダイナやコスモスと合体したことから彼らの力を宿し、ストロングコロナおよびルナミラクルへのモードチェンジが可能になった。
『ウルトラゼロファイト』第2部においてゼロがゼロダークネスに変貌した際には、ベリアルの怨念に支配されたことにより暗黒に染まってしまった。シャイニングウルトラマンゼロへの覚醒時はこれと融合している状態にあることからゼロの腕には装着されておらず、元の姿に戻った際には再び装着されて光も戻った。
『ウルトラマンジード』では、クライシスインパクトの直前にウルティメイトゼロでベリアルに戦いを挑んだが、ベリアルの攻撃でイージスに致命的なダメージを受けてしまった。その後の第3話にてジードの世界であるサイドスペースへの次元移動を行った直後に、ウルティメイトゼロの変身が解除された際に破損したため、使用不可となる。その後、破損した状態でゼロの腕に装着されている。
- 監督のアベユーイチ曰く、ウルティメイトブレスレットにあるのはノアの力だけでなく、あらゆる宇宙の人々の心の光とも通じているとのこと。そのため、数あるウルトラ戦士の武装の中でも格段に強力なアイテムであるという。
- 商品化された「DXウルトラマンサーガブレス」では、このウルティメイトブレスレット状態が「ウルトラマンゼロモード」と表記されている。

ウルトラゼロランス
ウルティメイトブレスレットから取り出した武器。ウルトラゼロブレスレットを変形させたものと同じものだが、石突の部分にあったウルトラゼロブレスレットの意匠が無くなっている。
ウルトラゼロディフェンダー
ウルトラゼロランスを優れた合金製の盾に変形させたもの。遠くに飛ばして特定の場所や人を守ることもできる。ウルトラゼロランスと異なり、使用時は淡く輝くのも特徴。
- 元はウルトラマンフェスティバル2012のウルトラライブステージ第2部でダークザギとの戦闘で用いた、ショーオリジナルの武器として使われていたもの。

ウルトラゼロアイ
ブレスレットから出現するゴーグル型の変身アイテム。セブンのウルトラアイ同様に着眼し、向かって右上のスイッチを押すことで変身。折りたためば、エメリウムエネルギー光弾を発射する光線銃（ガンモード）としても使用可能だが、使用されたのは『ゼロ THE MOVIE』でランに一体化している際、崩壊していくバラージ神殿でナオとエメラナを守る際のみである。『サーガ』ではタイガが変身に消極的であったためか、ウルティメイトブレスレットに強制収納されてしまうなどの扱いを受け、光線銃としては使用されなかった。
変身時の演出は『ゼロ THE MOVIE』と『サーガ』で異なる。
- デザイン画では左目の下はウルトラ文字で「ゼロ」の文字が存在したが、造形物ではゼロのウルトラサインに改められた。

ウルトラゼロアイNEO
『ジード』でのウルトラゼロアイ。本作品ではデザインが変更されているほか、第1話冒頭でウルティメイトブレスレットが破損したことにより、その内部への収納ではなく変身者である伊賀栗レイトの衣服のポケットに収納されている。ヒカリから授かったライザーに装着してニュージェネレーションカプセルα・βをスキャンし、ネオ・フュージョンライズを行なうことにより、ゼロの新たな姿であるウルトラマンゼロ ビヨンドへ変身する。

ウルトラゼロマント
『ZERO&GEED』から登場した青いマント。ゼロのプロテクターの意匠が肩部分に表れているのが特徴。危険な任務にも対応できるようにレオから防具として授けられた。普段はブレスレットに収納されており、本人の意思で自在に召喚することが可能。
- 初めてゼロが師匠のポジションになることから専用のマントがデザインされた。子供たちに大人気のゼロが生誕10周年であることから、『Z』が始まるまでの期間を玩具として盛り上げるため、玩具チームなりのお祝いとして、同作品の開始直前に展開した『ゼロマントキャンペーン』となった。
- デザインは井野元大輔が担当。通常のマントのほかに、短いポンチョのようなものや大きな装飾の派手めなもの、表裏でカラーが異なるものも検討されていた。

ウルトラゼットライザー
『ウルトラギャラクシーファイト 大いなる陰謀』で使用。『Z』に登場するものと同一であり、手持ち武器として使用する。

剣
スペースワールドにて2011年7月から同年8月にかけて行われたウルトラマン生誕45周年記念『ウルトラマンワールド』の後半イベント『ラッキー花火ファンタジー 〜ウルトラの星から〜』に登場した、ゼロをイメージする青いカラーの柄に星のマークをかたどった細身の剣。スペースワールドを襲う巨大な一つ目のスペースビーストに立ち向かう際に使用したが、これだけでは敵わず、戦いの最中に落としてしまう。
ゼロセブンソード
2012年6月に円谷ジャングル主催で開催された『ウルトラマンレジェンドステージ2012』に登場。セブンのアイスラッガーと自身のゼロスラッガーを合わせることで生み出した、手裏剣状の武器。復活したバット星人が率いるゼットン軍団や、怪獣軍団との決戦で使用した。

### 能力・技
ゼロスラッガーアタック
ゼロスラッガーを両手に持ち、高速移動しながら敵を切り裂く。ゼロスラッガーを振る軌跡が緑色あるいは白色に光ることがある。武器を持つ敵に対抗するために使用することもある。
ベリアルの怪獣軍団の一部、キングジョー（BS）、ガルベロスを倒した。
ウルトラゼロキック
ウルトラマンレオによる特訓を受けて編み出したキック技。レオのレオキックと同様、右足先に全エネルギーを集中させて赤く燃え上がらせ、敵に飛び蹴りを叩き込む。レオキックと同等の力を持つ。
『ウルトラ銀河伝説』ではベリアルに決定的ダメージを与え、『ウルトラマンゼロ THE MOVIE』ではデルストを破壊したが、カイザーベリアルやハイパーゼットン（イマーゴ）には防がれ、ジャンキラーには力を削がれていたこともあり、受け止められている。
エメリウムスラッシュ
セブンのエメリウム光線（Bタイプ）のように、額のビームランプから発射する高熱を帯びた光線技。ピンポイント攻撃に有効で、百発百中の命中率を誇る。発射の際、レオのように左腕を横に伸ばすポーズをとることがある。
ベリアルの怪獣軍団の一部やバット星人の戦闘機の一部を撃破したが、主として牽制に使用されることが多い。
また、視線で火花を散らすように幻影ストロングコロナゼロとにらみ合う形で放ったり、先に放ったゼロスラッガーに当てて光線を反射させることで相手の死角から攻撃するなど、トリッキーな使い方も見せている。
- 撃つ際の左手は、中国武術のイメージからセブンのエメリウム光線同様、脇の下から腰元まで下げるものとなっている。

ワイドゼロショット
セブンのワイドショットのように、両腕をL字形に組んで右腕から発射する必殺光線。光線が横方向へ広がるため、広範囲の敵に対して絶大な威力を発揮する。前述のエメリウムスラッシュ同様、発射の際には左腕を横に伸ばすポーズをとることがある。
決め技として多用され、ベリアルの怪獣軍団の一部、ニセウルトラマンエース（SR）、レギオノイドの一部、バット星人の戦闘機の一部を撃破した。直撃しても効かなかったのはアイアロンのみだが、吸収されたり光線で相殺されたりしたことも多い。『劇場版 ウルトラマンギンガS 決戦!ウルトラ10勇士!!』では、時空城の破壊に用いられた。
ゼロツインシュート
ゼロスラッガーをカラータイマーの左右に装着することで、光刃のエネルギーを破壊光線に転化して広域に照射する、非常に強力な光線技。通常のゼロの光線技では最強の威力を持ち、それゆえに決め技やとどめとして用いられることも少なくない。発射の際にはそれ相応の反動が生じるらしく、怪獣墓場でベリアルに対して放った際はゼロ自身が後方へ後退し、ウルトラの国から宇宙への逃亡を図るダークロプスに放った際には、ゼロを中心として地面の広範囲にヒビが広がっている。
ベリアル、ダークロプス、レギオノイドの一部を倒したが、カイザーベリアルのデスシウム光線には押し返されてしまった。
プラズマスパークスラッシュ
ゼロ最大の必殺技。ゼロツインソードを大きく横一文字に振り、プラズマスパークの光のエネルギーで敵を切り裂く。通常時と異なり、刀身が緑色の光を放つようになる。ゼロツインシュートが広範囲攻撃としてのとどめが多いのに対し、こちらは単体へのとどめとして用いることが多い。
ベリュドラには他のウルトラ戦士たちの必殺技と共に繰り出してとどめを刺し、単体ではダークロプスゼロ、ビートスターを倒した。ハイパーゼットン（ギガント）に使用した際には効かなかった。
ウルトラキック戦法
空中にゼロスラッガーを静止させ、そこにスピンキックを放つことで加速させ、相手を切断する技。『VSダークロプスゼロ』ではメカゴモラのナックルチェーンを切断した。幻影ストロングコロナゼロには飛び蹴りで繰り出したが、命中直前に姿を消されたため、無効に終わった。
ビッグバンゼロ
自らの拳に炎を発生させ、そのまま相手に手刀を打ちこむ。通常のチョップ以上の威力がある。『VSダークロプスゼロ』ではダークロプスゼロのダークロプスゼロスラッガーを破壊した。
ビームゼロスパイク
手先から放つ、緑色の電撃を発生する光弾。『VSダークロプスゼロ』ではニセウルトラセブン（SR）に対して使用し、ダメージを与えた。
ゼロドライバー
プロレス技のパイルドライバーの体勢で敵を持ち上げて上空へ放り投げ、高く飛び上がって上空で敵を再び掴んだ後、その落下の勢いで頭から地面に叩きつける。
『ウルトラマンゼロ THE MOVIE』のグレンファイヤー戦でグレンドライバーを受けた直後に編み出して繰り出したほか、カイザーベリアルに対しても使用した。
- 『ウルトラマンゼロ THE MOVIE』アクション監督のカラサワイサオは、ゼロが仲間との出会いで戦い方が変化していく様を表現するため、グレンファイヤーから受け継いだ技として設定した。

ウルトラゼロレクター
『ウルトラマンゼロ THE MOVIE』にてカイザーベリアルのベリアルウイルスに冒されたミラーナイトを浄化した、全身発光現象。
ウルトラゼロディフェンサー
巨大な光のバリアーを体の前面に発生させる防御技。頑強であるだけでなく範囲も広くでき、従来のウルトラ戦士のそれよりも広い範囲を防いでいた。エネルギーを照射して特定の場所や人を守ることもでき、『ウルトラマンサーガ』ではこれを利用してタケルを救出した。
ゼロナックル
エネルギーを集中させた拳で打ち出すパンチ。『ウルトラマンゼロ THE MOVIE』のグレンファイヤー戦で使用。
ビームゼロクローザー
空間の歪みを修正する特殊光線。『ウルトラマンジード』で使用。
ファイヤースパーク
その名の通り花火のような光線技。連続で大爆発を起こし、敵を巻き込める超強力技である。
元は『てれびくん』の「新必殺光線技コンテスト」最優秀賞受賞作品。改名前は、「ハナビ光線」という名称だった。
サイクロン光線
ウルティメイトブレスレットから放つ強力な光のサイクロンで、もの凄い破壊力を秘めた超必殺技である。これを放てれば、あらゆる敵を吸い込むことが可能とされる。
元は『テレビマガジン』の「新必殺光線技コンテスト」最優秀賞受賞作品。

### 他の戦士との合体技
レオゼロキック
レオとの合体キック技。レオキックとウルトラゼロキック、2人で炎で包んだ足での飛び蹴りを同時に浴びせる。
『ウルトラ銀河伝説』ではベリュドラへ並んで繰り出したものの通じなかったが、ニセウルトラマン（SR）とニセウルトラセブン（SR）には挟み込む形で繰り出し決定的ダメージを与えた。
レオゼロダブルフラッシャー
本来、レオが弟のアストラと共に放つ「ウルトラダブルフラッシャー」を、レオと共にゼロが放つ合体光線。赤と緑の光線が絡み合う形で放たれる。
『VSダークロプスゼロ』ではニセウルトラマン（SR）とニセウルトラセブン（SR）が同時に放ったニセスペシウム光線とニセワイドショットを押し返し、そのまま撃破した。さらに、戦いの場であった時空の狭間に穴を開け、ゼロの脱出につながった。
コンビネーションゼロ
セブンとの親子による合体技。セブンのアイスラッガーと自身のゼロスラッガーをプロペラ状に並べて飛ばし、敵を仕留める技。『ゼロ THE MOVIE』ではダークロプス2体を撃破した。
ディフェンスミラーゼロ
ミラーナイトとの合体バリアー技。アークベリアルのアークデスシウム光線を防ぐ際に使用したが、その余りに強大な威力から、完全に防ぐことは出来ず、亀裂が広がり破られる寸前だった。

## 形態

### テクターギア・ゼロ
『大怪獣バトル ウルトラ銀河伝説 THE MOVIE』に登場。
ゼロがK76星におけるレオやアストラから受けた特訓の際に装着していた、黒鉄色の訓練用アーマー。身を守る防具であると同時に、負荷をかけて動きを抑制し、最低限度に装着者の戦力・能力を厳しく封じ込める拘束具の役割を持ち、体を自由に動かすことも容易では無いが、装着したまま過酷な特訓をすることで飛躍的に能力が向上する。黒いゴーグルに覆われている眼の部分は、感情が高まると黄色く発光する。K76星にセブンが危機を知らせるべく、アイスラッガーが飛んで来たことで、これを機にキングによって解除される。
- ウルトラマンフェスティバル2009のライブステージ第2部では、これを装着した姿で予告なしの初登場を果たしている。
- デザイン画での名称は「アーマードアックス」[16][5]。当初はゼロが終盤まで姿を見せないという展開が検討されていたが、それでは演出を盛り上げづらいため、本来の姿を隠して登場させるために設定された[6][8]。当初はシャープなイメージも検討されていたが、プロデューサーである岡部淳也の提案によりあえて野暮ったいデザインとされた[2]。デザインはゼロの作業が終わった後に行われたが、ゼロの正体を隠すためのアーマーであったことから、ダブルアイスラッガーを隠してつるんとした形状の頭部でデザインされた[4]。
- 坂本は『巨人の星』の大リーグボール養成ギブスや『リングにかけろ』のパワーアンクルやパワーリストのように足かせのようなものを加えることで強くなるのが面白いとして提案したもの[7]。
- スーツはゼロとは別造型[2]。オレンジ色の連結部分は実際に伸縮するようになっている[2]。

#### テクターギア・ヘイトリッド
『ウルトラゼロファイト』第1部に登場。バット星人グラシエによって装着させられたテクターギアを模した拘束具で、これまでに倒されてきた怪獣墓場に眠る無数の怪獣たちの怨念の集合体であり、グラシエ曰く恨みのテクターギア。
カラーリングはダークロプスゼロが装着していたテクターギアブラックと同じ茶色で、眼の発光色も同じ赤色をしている。
装着した状態では動きを制限させられるだけでなく、電撃でゼロ自身を苦しめる。しかし、EXレッドキングの攻撃からピグモンを庇ったゼロが奮起してストロングコロナゼロに変身すると同時に破壊された。
- 名称は小学館の書籍『円谷プロ全怪獣図鑑』が初出[58]。
- 本作品以前には、2011年4月に銀座博品館劇場で公演された『ウルトラヒーローバトル劇場』第15弾で、復活したカイザーベリアルにテクターギアブラックを装着されて自由を奪われたゼロとしても使用されている。また、2013年11月公演の第20弾でも登場している。

### ウルティメイトゼロ
『ウルトラマンゼロ THE MOVIE 超決戦!ベリアル銀河帝国』から登場。
鏡の星の洞窟に隠された伝説のアイテムバラージの盾が変形した、選ばれた者だけしか装着することができないとされる鎧ウルティメイトイージスを装着した、ゼロの強化形態。どんな悪も倒し、さらには時空すら超越できるという光の勇者である。
外見は、背部に装着されたウルティメイトイージスのパーツがウルトラマンノアのノアイージスを髣髴とさせる姿になる。『ウルトラゼロファイト』第2部に登場した際には、ウルティメイトイージス装着時の効果音にウルトラマンネクサスの変身音が使用されている。
ウルティメイトイージスは使用者の身を守り、ウルティメイトゼロソードを主要武器するウルティメイトゼロモードと、敵を射抜く超弓状のファイナルウルティメイトゼロモードの2種類に変形でき、この可変現象をゼロディフレクターと呼ぶ。この現象は防御にも転用可能で、エタルガーの光弾連射を防いだこともある。
想像を絶する力を持つが無制限に使えるわけではなく、並行世界間の連続した跳躍など大量にエネルギーを使用する行為を行うと、しばらくは使用できなくなる。
- 書籍によってはウルトラマンゼロウルティメイトゼロと記述している[30][28]。
- 基本的には通常のゼロの姿で装着しているが、2012年11月公演の『ウルトラヒーローバトル劇場』第18弾ではストロングコロナゼロの姿で装着し、ウルトラマンメビウス フェニックスブレイブやULTRASEVEN Xと共に戦っている。また、2012年12月28日から2013年1月6日まで開催された『お正月だよ!ウルトラマン 全員集合!!』のバトルステージではルナミラクルゼロの姿でファイナルウルティメイトモードを携え、ミラクルゼロスラッガーのようにイージスを分裂させて連射している。
- 企画当初よりモードチェンジではなく鎧を装着する形で検討されていた[35]。デザイン作業は、ウルティメイトイージスのデザイン案をゼロの写真に描き込む形で行われた[4]。デザインは翼をイメージしており[35]、背中の2本の突起は「ノア・イージス」をイメージしている[4]。初期デザインでは、アーマーが巨大で、胸のパーツを左腕に装着していた[出典 15]。ウルトラマンノアから貰うという設定だが、特に似せるという指定はなく、羽のようなものにしたいという監督のオーダーがあったという[5]。当初はこの形態での戦闘も構想されていたが、造形上の制約から実現しなかった[4]。
- ウルティメイトイージスの設定は、秘宝のかけらに『ウルトラマン』第7話に登場するバラージの石のイメージを重ねたことから、同話に登場するノアの神との連想でウルトラマンノアの要素が加えられた[34]。

#### ウルティメイトゼロの必殺技・武器
ウルティメイトゼロソード
右腕に装着される白銀の長剣。後述のソードレイ・ウルティメイトゼロを使用せずとも高い攻撃力を持ち、その威力はベリアルの装着したアーマードダークネスを貫くほど。『ウルトラゼロファイト』第2部では一撃でカイザーダークネスを串刺しにして撃破したが、その直後にベリアルの魂がゼロの体に乗り移ったことにより、ゼロダークネスに変貌してしまう。
ソードレイ・ウルティメイトゼロ
ウルティメイトゼロソードから光の刃を出現させ、敵を切り裂く。衝撃波としての使用も可能。手加減無しなら、一振りで惑星規模の大きさを持つマレブランデスを真っ二つにしてしまうほど長大な光の刃を出現させることが可能。エタルガーには衝撃波として使用したが、地球上での使用のために威力を抑えており、弾かれている。
ファイナルウルティメイトゼロ
ファイナルウルティメイトゼロモードに変形し、左腕に装着したウルティメイトイージスを撃ち出す必殺技。撃ち出されたイージスは標的に命中すると高速回転し、抉るようにして敵を貫く。巨大な敵を一撃で撃破する威力を誇るが、照準の調整とエネルギー充填に時間を要するという弱点がある。発射後はイージスの胸部パーツのみが左腕に残り、ウルティメイトブレスレットに戻る。それ以外の部分は、再使用可能時間まで一度消失する。
『ゼロ THE MOVIE』でアークベリアルを倒した。
『決戦!ウルトラ10勇士!!』でエタルガーに使用した際はチャージ時間が従来よりも短く、飛ばしたイージスが消失せずにそのまま手元に戻ってきていた。そのためか、羽衣を焼失させて仮面を破壊しただけで倒すことはできなかった。
- 同様の必殺技であるアローレイ・シュトロームとの差別化として、エネルギーを射る前にチャージさせ、仲間たちがその間に時間稼ぎに入るという描写が追加された。

ファイナルウルティメイトゼロ・トリニティ
ダイナとコスモスのエネルギーを合わせて放つファイナルウルティメイトゼロの強化版。ダイナとコスモスからエネルギーを供給されるため、通常のファイナルウルティメイトゼロよりもチャージ時間が短い。
『ウルトラマンサーガ』でハイパーゼットン（ギガント）を撃破した。

### ゼロスラッガーギア
小学館てれびくんおよび講談社テレビマガジン本誌で「新強化アーマーデザインコンテスト」を行われ、受賞した作品は以下の通り。本誌やライブステージで登場するようになった。ウルトラマンフェスティバル2010のライブステージではスーパーフォーム、キーパーフォーム、ゼロツインソードを手にしたゼロと3人に分身する能力を見せた。

#### スーパーフォーム
ゼロのゼロスラッガーが聖なる光の力で変形された鎧。胸の星マークからは、超強力光線エメリウムスタービームを発射することができ、両腕のトゲはカッターのように切り裂く武器にもなる。
これを装着すれば、超高速で動き回ることも可能で、ウルトラマンフェスティバル2010のライブステージではローラーで滑るようにステージ上を移動していたほか、ダンスのステップを踏むような動きで戦っていた。
- 元は『てれびくん』の「ウルトラマンゼロ・パワーアップコンテスト」最優秀賞受賞作品[67]。

#### キーパーフォーム
ゼロのゼロスラッガーが強化アイテムに変化して装着され、ゼロの戦力を向上させることができる鎧である。右腕に鋭い剣「リフレクションブレード」、左腕に頑丈な盾を装備。
ゼロスラッガーギアに受けた攻撃を吸収し、リフレクションブレードに集めて斬り返すほか、撃ち返すことができる。ウルトラマンフェスティバル2010では身軽なスーパーフォームとは対照的に、力強いパワーファイターのような戦い方をしていた。
- 元は『テレビマガジン』の「新強化アーマーデザインコンテスト」最優秀賞受賞作品。

### ウルトラマンサーガ
ゼロがウルトラマンダイナとウルトラマンコスモスと合体し誕生した姿。

### モードチェンジ
『ウルトラマンサーガ』にてウルトラマンダイナ、ウルトラマンコスモスと合体してウルトラマンサーガに変身した際、彼らの力がウルティメイトブレスレットに宿ったことで誕生したゼロの新たな姿。『ウルトラゼロファイト』や各種イベント・雑誌展開などで活躍する。
モードチェンジはウルティメイトブレスレットに宿したダイナとコスモスの力を開放することで行い、この時のポーズは特に一定していない。モードチェンジ時の効果音にはダイナとコスモスの変身音を合わせたものが使用されている。バット星人グラシエとの戦いではルナミラクルゼロ、ストロングコロナゼロに分身変身する能力を見せた。
- 『ウルトラマンサーガ』後の展開であることから、ダイナとコスモスの要素を取り入れたものとなった[68]。ゼロの造形を変えずにカラーリングの変化のみ、というオーダーであったが、それだけでは物足りないことから顔だけ見ても異なるフォームと分かるようにゼロスラッガーにも色を付けている[4]。
- ゼロ役の宮野は『ウルトラ銀河伝説外伝 ウルトラマンゼロVSダークロプスゼロ』でゼロとダークロプスゼロを演じ分けた経験がタイプチェンジの際の演技に役立ったという[69]。

#### ストロングコロナゼロ
ダイナのストロングタイプとコスモスのコロナモードの力を併せ持つ剛力形態。頭部のゼロスラッガーやカラータイマー、ボディラインが金色で、体色は上半身が赤で下半身が銀色を基調としている。
強大な力による肉弾戦でストロングパワーを発揮する、赤きウルトラマンゼロ（超パワー戦士）。モードチェンジ時は全身が炎に包まれ、モードチェンジ完了時や必殺技発動時などにはエレキギターのような効果音が鳴る。この姿では、口調もより荒々しくなる。
- ゼロ役の宮野は、普段よりも熱血な感じで演じているという[69]。

##### ストロングコロナゼロの必殺技
ガルネイトバスター
技名を叫ぶと同時に放つ、高熱を秘めた火炎光線。通常は右拳から放つが、左拳から放つことも可能。使用する前には、ウルティメイトブレスレットを叩くような仕草を見せることがある。
EXレッドキング、バット星人グラシエ、ヒッポリト星人・地獄のジャタールを倒した。
名前はダイナのガルネイトボンバーとコスモスのネイバスター光線から。
ストロングコロナアタック
超高熱エネルギーを帯びたパンチやキックで連続に攻撃する。
ウルトラハリケーン
相手を頭から掴み、技名を叫ぶと同時に竜巻のように高速回転させながら放り投げ、空中で磔にするように拘束する。主にガルネイトバスターやフルムーンウェーブといった他の技への繋ぎとして使用する。
元々はウルトラマンジャックが使用していた技。

#### ルナミラクルゼロ
コスモスのルナモードとダイナのミラクルタイプの力を併せ持つ特殊能力形態。頭部のゼロスラッガーやカラータイマーが青で、体色は濃淡の差はあれ全身が青一色と強調されている。
超高速移動や超能力戦の時にミラクルパワーを見せる、青きウルトラマンゼロ（超高速戦士）。ルナモードの力を与えられているため、怪獣の魂を浄化したり治癒能力を使うことも可能。モードチェンジ時は全身が青い光に包まれ、モードチェンジ完了時や必殺技発動時などにはハープのような効果音が鳴る。ストロングコロナゼロとは対照的に、この姿での口調はいつもより比較的冷静なものとなり、トーンも低めになる。
- スッとした癒しの存在であることを強調している[69]。

##### ルナミラクルゼロの必殺技・武器
ミラクルゼロスラッガー
技名を叫ぶと同時に、無数に分裂する光のゼロスラッガーで全方向から敵を打つ。
ベムラー、テレスドンを倒した。
パーティクルナミラクル
全身を光のエネルギーで包み込んで敵に突撃する。
ベムスター、ガンQを体内から爆破して倒した。
フルムーンウェーブ
相手の周囲を高速回転しながら技名を叫ぶと同時に放ち、敵の体を包み込む泡状の鎮静光線。
暴れるキングシルバゴンに対して使用し、おとなしくさせた。
名前はコスモスのフルムーンレクトとダイナのレボリウムウェーブから。
レボリウムスマッシュ
技名を叫ぶと同時に右掌を相手に押し当てて衝撃波を放ち、相手を吹き飛ばす。
メフィラス星人・魔導のスライに対して使用した。
名前はダイナのレボリウムウェーブとコスモスのムーンライトスマッシュから。
命を救う光線（正式名称不明）
フルムーンウェーブと同様の構えで放ったバリヤー状の光線で相手を包み込み、死亡を防ぐ。バット星人グラシエが死亡すればそれと連動して死亡してしまうピグモンを救う際、使用した。
魂を取り除き、浄化する光線（正式名称不明）
右掌を相手に当ててエネルギーを解放し、相手が取り込んだ魂を浄化する。バット星人グラシエに取り込まれた地獄の四獣士たちの魂を浄化し、解放した。

### ゼロダークネス
ゼロがベリアルの魂に肉体を乗っ取られた姿。

### シャイニングウルトラマンゼロ
『ウルトラゼロファイト』第2部から登場。
肉体をベリアルに憑依されてゼロダークネスとなったゼロの精神が、ピグモンとウルティメイトフォースゼロの魂の呼び掛けに呼応してベリアルの魂を追い出して復活したことで光のパワーを全解放してゼロの意識の奥底にあるウルトラマンとしての確たる思いが覚醒したゼロの究極形態で、輝きのゼロとも呼ばれる。
体色は金と銀を基調とし、目とビームランプは青。カラータイマーは五角形のシャイニングエナジーコアに変化し、ウルティメイトブレスレットは体と完全に一体化、胸と肩のプロテクターがなくなった代わりに全身のボディラインにその意匠が見られるなど、外見は大きく変化している。
後述の通りシャイニングパワーによって高い能力を誇るが、この時のゼロは一種のトランス状態だったらしく変身時の記憶がないうえ、エネルギーをかなり消費するため、元に戻った時は仲間たちに支えてもらわなければ立てない状態だった。『決戦!ウルトラ10勇士!!』以降は、自らの意志で変身することができるようになった。
映像に先行してゲーム『ウルトラマン オールスタークロニクル』にも登場しているが誕生の経緯は異なり、カイザーダークネスによって奪われたウルトラ戦士たちのウルトラスピリッツがゼロに集まり誕生した、希望の戦士とされている。
- ウルティメイトブレスレットとは一体化しているという設定だが、2013年11月公演のウルトラヒーローバトル劇場 第20弾ではウルティメイトゼロソードのみを装備して戦ったほか、ファイナルウルティメイトゼロモードにも変形させていた。
- デザインは後藤正行が担当[72]。カラーリングだけではなく、ボディ全体も変えている[4]。パワーアップ系では定番とも言える「金」を用いつつ、プロテクターも極力ウルトラセブンのようなラインは残しつつガラッと変えている[72]。

#### シャイニングウルトラマンゼロの必殺技・能力
シャイニングエメリウムスラッシュ
エメリウムスラッシュの強化版で、通常より光線が太く破壊力が桁違いに高い強力光線。『劇場版 ウルトラマンギンガS 決戦!ウルトラ10勇士!!』でも、ウルトラマンベリアル（エタルダミー）にとどめを刺す際に使用した。
『ウルトラマン オールスタークロニクル』では、Sエメリウムスラッシュと表記されている。
シャイニングワイドゼロショット
ワイドゼロショットの強化版に当たる光線技。映像作品では未使用。
『ウルトラマン オールスタークロニクル』では、Sワイドゼロショットと表記されている。
シャイニングスタードライヴ
頭上に太陽のような巨大な光球を出現させ、そこから光を放つことによって天体の動きを制御し、一定空間内の対象の時間を逆行させる能力。
シャイニングフィールド
シャイニングゼロの能力で作り出す特殊空間。ここでは時間経過が外界と異なり、長く過ごしても外世界ではわずかな時間しか経たない。
『ウルトラファイトオーブ』では、空間内に入った者の精神に時空を超えて干渉するという特性も明かされており、ここでセブンとゼロによる特訓を受けてエメリウムスラッガーへの変身能力を得たウルトラマンオーブは、その際に一連の光景を以前から夢の形で断片的に見ていたことを実感している。

### ウルティメイトシャイニングウルトラマンゼロ
『ウルトラギャラクシーファイト 大いなる陰謀』から登場。アブソリュートタルタロスを倒すべく、シャイニングウルトラマンゼロの状態からウルティメイトイージスを纏った姿。2つの強力な力を行使できるが、体力およびエネルギーの消耗が激しいため長時間の変身はできず、さらに変身解除後もダメージを受けるという欠点がある。

#### ウルティメイトシャイニングウルトラマンゼロの必殺技・能力
USワイドゼロショット
両腕から放つ必殺光線。
シャイニングウルティメイトゼロ
ファイナルウルティメイトゼロの強化版。『ウルトラギャラクシーファイト 運命の衝突』でアブソリュートタルタロスに使用した。

### ウルトラマンゼロ ビヨンド
『ウルトラマンジード』より登場。
ウルトラマンヒカリから授かったライザーにウルトラゼロアイNEOを装着し、ニュージェネレーションカプセルα・βをリードしてネオ・フュージョンライズする新たな強化形態。カプセルに宿るギンガ・ビクトリー・エックス・オーブの新世代ウルトラマンたちの戦力・能力を宿しており、パワー、スピード、全ての戦闘力がそれまでのゼロよりも大きく上回っている。体色は銀を基調に紫のラインが入ったものとなり、頭部のゼロスラッガーは4本、ビームランプは3つに増えている。口調はルナミラクルゼロ同様、比較的静かなトーンとなっており、落ち着いた様子から一転して凄まじい勢いを見せるなどメリハリのある戦い方を見せる。
変身時の掛け声は「俺に限界はねぇ！」。
- デザインは後藤正行が担当[84][85]。従来のゼロのイメージは目のアイデンティティなど顔だけにとどめ、過去のタイプチェンジが力の大元になっているウルトラマンの雰囲気や意匠を残しているものが多いため、変身に用いるカプセルの4人のウルトラマンの要素も腕と胸の一部のみしか取り入れておらず、新たな姿に生まれ変わったというイメージとなっている[出典 21]。配色はウルトラマンでは初めて紫をメインとしており[84][注釈 25]、全面に使うとゼロのような印象にならないことから、紫のラインをシルバーベースに入れることとなった[87][85]。頭部のクワトロスラッガーは、初期デザインは3本で、重すぎると感じた後藤は別案も用意していたが、メイン監督の坂本浩一の要望により、ウルトラマンオーブ エメリウムスラッガーが3本だったため、それよりも多い4本のままとなった[出典 21]。ただし、アイスラッガー4本を頭部に付けた状態で通常のシュッとした耳であると頭でっかちに見えてしまうことから、耳を大きくしてバランスを取っている[87]。目の下のラインは坂本のオーダーでデビルマンのように引いている[5]。
- 初登場となる『ジード』第8話の当初のプロットでは、ヒカリの役目がウルトラマンオーブ / クレナイガイであったものの、諸事情で実現しなかったが、その名残りで同話の敵がオーブの強敵であるギャラクトロンとなっている[88]。

#### ウルトラマンゼロ ビヨンドの必殺技・能力
バルキーコーラス
自身の周りに8つのエネルギー光球を生み出し、その光球から、一斉に発射する破壊光線。
クワトロスラッガー
頭部に装着した4本のスラッガー。念力でスラッガーを飛ばし、相手を切り裂く。ブーストメガホンなどのように攻撃以外にも用いている。
ゼロ百裂パンチ（ゼロ百烈パンチ）
相手に残像を伴う超高速パンチ攻撃を連続で叩き込む。
ゼロ百裂キック（ゼロ百烈キック）
相手に残像を伴う超高速キック攻撃を連続で叩き込む。
ビヨンドツインエッジ
クワトロスラッガーを2本ずつ合体させ、ゼロツインソードの形状にしたもの。二刀流で相手を滅多斬りにする。
ワイドビヨンドショット
ワイドゼロショットが大幅に強化された決定版に当たる光線技。腕をL字に組んで放つ。
ビヨンドディフェンサー
両手からエネルギーを放って紫色の光の防御幕を発生させる防御技。敵の体を包み込むことも可能。
ツインギガブレイク
一振りのゼロツインソードにエネルギーを注ぎ込み、巨大化させて敵をZ字に切り裂く。『ウルトラギャラクシーファイト ニュージェネレーションヒーローズ』では、二刀流でゼロダークネスを倒している。
エメリウムスラッシュ
3つあるビームランプから通常より太いビームを発射する。『ウルトラマン フュージョンファイト!』で使用。
ブーストメガホン
第10話で使用。クワトロスラッガーを顔の前でメガホン状に変化させて浮遊させながらエネルギー波動を放射してザンドリアスを一喝し、宇宙へと送る。
スラッギングコーラス
第20話で使用。バルキーコーラスとクワトロスラッガーを同時に発射し、ギエロン星獣を木っ端微塵に粉砕した。
ダイナモキャノンボール
全身のエネルギーを開放し、敵に体当りする。劇中未使用。
ビヨンドリープアタック
敵を翻弄する瞬間移動。劇中未使用。

### ウルトラマンゼロ ビヨンド（ギャラクシーグリッター）
『ウルトラギャラクシーファイト ニュージェネレーションヒーローズ』に登場。
ジードが自身から出現させたニュージェネレーションカプセルαにギンガとオーブ、βにビクトリーとエックスのエネルギーをそれぞれ集め、ゼロに与えるネオ・フュージョンライズにより、金色に輝くギャラクシーグリッターと呼ばれる状態となったビヨンド。レイトと一体化していない状態で変身できるが、ジードからは「レイトさんには内緒で」と言われている。

### ワイルドバースト
『ウルトラギャラクシーファイト 運命の衝突』に登場。
テクターギアを身に着け、セブンとレオの下で再修業を受けたゼロが、ベリアルと初めて戦ったころの荒々しい野獣のような本能を取り戻した姿で、燃える闘志が全身に満ち溢れている。

### グランセイバードゼロ
データカードダス『ウルトラマン フュージョンファイト!』（ゼットヒート弾）に登場するゲームオリジナル形態。伊賀栗レイトが変身するゼロの新たな姿だとされ、ウルトラゼットライザーにウルトラアクセスカード レイトver.とウルトラマンメダル、ウルトラセブンメダル、ウルトラマンエースメダルの3つのウルトラメダルをセットすることで変身する。変身時の掛け声は「ぶっとばしてやるぜ！」。
ディファレーションカッター
必殺技のディファレーションカッターは作り出した刃に光線を当てることで無数の刃の嵐を放つ。

## 劇中での活躍

### 『大怪獣バトル ウルトラ銀河伝説 THE MOVIE』
主要登場人物の1人として初登場。自分がセブンの息子とは知らされずに育った。
若さゆえの未熟さから単なる強さだけを追い求めるあまり、かつてのウルトラマンベリアル同様に光の国で輝くプラズマスパーク・エネルギーコアの力を求めたため、そこへ駆けつけたセブンにすんでのところで制止されたうえにウルトラマンジャックとウルトラマンエースに取り押さえられた後、「M78宇宙警備法違反」との処分が下り、光の国から追放されてしまう。
その後、磁気嵐が吹き荒れる辺境惑星K76星において、セブンの弟子でもあるレオやアストラから訓練用アーマー、テクターギア・ゼロを装着させられ、戦士としての過酷な訓練を積んでいた。訓練で追い込まれていく中、飛来したアイスラッガーを見てセブンの危機を悟ったウルトラマンキングから、真実を明かされる。ベリアル打倒やセブン救援のためにテクターギア・ゼロの封印を解除されて怪獣墓場へ急行するが、救出したセブンは力尽きてしまう。
そして、「ゼロ！ウルトラマンゼロ！セブンの息子だ！」と名乗り、ベリアルから差し向けられた怪獣軍団を短時間で全滅させ、ウルトラ戦士たちが束になっても敵わなかったベリアルとも互角に渡り合う。ベリアルがベリュドラと化しての乱戦の際にはプラズマスパーク・エネルギーコアの聖なる光によって真の戦士として選ばれ、授かったゼロツインソードでベリュドラにとどめを刺す。そして、エネルギーコアをプラズマスパークタワーに戻して光の国を蘇らせ、そこで復活したセブンと再会して抱擁を交わす。
- 坂本は本作品におけるゼロの立ち位置のイメージとして『マジンガーZ対暗黒大将軍』でのグレートマジンガーを挙げている[7]。
- アフレコの際に坂本は宮野に「不良っぽく演じて欲しい」と注文したが、それに先んじて「矢吹丈（のイメージ）でいこう」と話した際には「誰ですか？」と返され、ジェネレーションギャップを感じたという[19]。
- 宮野はゼロの初印象として、ゼロスラッガーや鋭い目つきに新しさを感じたほか、まだ不良っぽく若々しさが残っているような感じがデザインにも現れていると感じた[99]。演技については、坂本と話し合ったうえで戦闘シーンに一番気を遣ったほか、かけ声も台本に書かれているわけではない「デュア！」にはずっと憧れており、あらかじめ考えたわけでもないそれを自然に言えた際には本当に興奮したうえ、同時収録となったベリアル役の宮迫博之の迫力ある演技にもテンションが上がり、自然と力が入ったという[99]。

### 『ウルトラ銀河伝説外伝 ウルトラマンゼロVSダークロプスゼロ』
惑星チェイニーにおいて、ZAP SPACYのレイやゴモラと力を合わせてサロメ星人のロボット軍団や、自分に酷似した姿を持つダークロプスゼロと戦う。
ダークロプスゼロにゼロツインソードを弾かれたうえ、そのディメンションコアによる光線によってニセウルトラ兄弟（SR）とともに飛ばされた先の異空間で追い詰められてしまうが、ゼロツインソードを手がかりに駆けつけたレオの救援によって危機を脱し、レオとのコンビネーションでニセウルトラ兄弟（SR）を撃破して異空間から脱出する。
ゴモラとともに再びダークロプスゼロやメカゴモラと戦い、激闘の末に倒す。ダークロプスゼロが意味深な言葉（後述のベリアルとの戦いの布石）を残して異空間ごと自爆する際には、ともに巻き込まれそうになったレイとヒュウガの乗ったスペースペンドラゴンを担いで飛び立ち、全員とも脱出に成功する。
無事に帰還していくレイとヒュウガを見送った後、レオとともに光の国へ帰還した。
- スーツは撮影時に採寸したスーツが間に合わなかったため、『ウルトラ銀河伝説』のスーツを使用している[14]。

### 『ウルトラマンゼロ THE MOVIE 超決戦!ベリアル銀河帝国』
光の国を襲撃したダークロプスのシステム・コアから発せられるマイナスエネルギーを辿り、ウルトラの父たちから授けられたエネルギーでアナザースペース（異世界宇宙）へ向かう。そこで、システム・コアはアナザースペース突入に耐え切れず、消滅するが、自分を呼ぶ声に導かれ、開拓惑星アヌーで人々を守ろうとして重傷を負った青年・ランとその弟・ナオに出会い、瀕死の重傷を負ったランの人格を眠らせたまま彼と一体化する。
アナザースペースでは太陽光からエネルギーを得られずに長くは適応できないため、3回までしか変身できない。
その後、惑星エスメラルダの王女・エメラナ、彼女を守護する宇宙船・ジャンバード（ジャンボット）と出会い、光の国とナオとエメラナの故郷を襲撃して宇宙の支配を企む敵の正体が、かつて自分が倒したはずのウルトラマンベリアル＝カイザーベリアルだと知り、ナオの一族に伝わる「バラージの盾（ウルティメイトイージス）」を求めてナオ、エメラナ、ジャンバードとともに、ナオの持つバラージの盾の欠片を手がかりに旅立つ。
旅の中で盾の詳細を知る炎の海賊および、その用心棒、グレンファイヤーと会いに行き、好戦的な彼とぶつかり合い、加えてベリアル軍の襲撃を受けながらもその在処が鏡の星であることを教えられ、鏡の星へ向かうが、そこで出会ったベリアルの闇に冒されたミラーナイトを救う。彼らの協力により鏡の星でウルトラマンノアの像とバラージの盾を発見するが、ナオが欠片を填めるとバラージの盾は消滅してしまう。その直後に再びベリアル軍の襲撃を受けてナオやエメラナと離れ離れになってしまい、ウルトラゼロアイを奪われてベリアルに囚われてしまう。
敵の本拠地でベリアルと対面し、眼前で光の国へ大量のダークロプスを送り込まれてしまうが、ミラーナイトとジャンボットたちに助け出されてウルトラゼロアイを奪還して変身し、ベリアルと直接対決する。その後、アークベリアルとなったベリアルにより絶体絶命の窮地に立たされるが、グレンファイヤーと鏡の星、炎の海賊、そしてナオたちの故郷の艦隊に救われ、追い詰められながらもともにベリアル軍と戦うその1つとなった人々の心の光に呼応して現れたウルトラマンノアからウルティメイトイージスを授かり、光の勇者・ウルティメイトゼロとなってアークベリアルを倒す。
平和が戻ったエスメラルダでランと分離してナオやエメラナと別れ、グレンファイヤー、ミラーナイト、ジャンボットとともにウルティメイトフォースゼロを結成し、新たな宇宙へ旅立った。
- 前作『ウルトラ銀河伝説』では人間との絡みがあまりなかったため、人々のヒーローであるウルトラマンである以上、ゼロと人間の出会いを描くことで、人間をゼロがどう思うか、だんだんと人間に近付いて行くというのをテーマとしている[66]。セブンのように人間の姿をコピーするという案もあったが、初代ウルトラマンのように人間に憑依することでより人間を理解でき、ドラマチックに描けるものとして人間の青年に憑依するものとなった[66]。
- エメラナを演じた土屋太鳳は、2024年開催のイベント『ULTRAMAN GALLERY ウルトラマンゼロ15周年 〜Beyond the STARS〜』へ弟の土屋神葉と共に足を運んだ際、「ゼロの動きは『るろうに剣心』で演じた巻町操の動きをはじめ、『今際の国のアリス』で演じた宇佐木柚葉 / ウサギの立ち姿や動き、『帰ってきた あぶない刑事』で演じた永峰彩夏でも参考になっている」との旨を述べている[100]。

### 『ウルトラマンゼロ外伝 キラー ザ ビートスター』
カイザーベリアルとの戦いから1年後、アナザースペースでウルティメイトフォースゼロの仲間とともに再会するはずだったエメラナがジャンボットとともにビートスター天球に捕えられたため、彼女たちを救うべく天球内でビートスターのロボット軍団（キングジョー（BS）、エースキラー（BS）、インペライザー（BS）、レギオノイド（BS））やジャンキラーと激突する。
故郷の宇宙へ天球はワープして有機生命体の存在する惑星ブラムへ差し迫り、そこでエメラナ、レイ、ヒュウガ、ゴモラ、リトラとも再会する。交戦中にジャンボットの説得を受けてジャンキラーに呼びかけ、彼の心を開くことに成功する。
ウルティメイトフォースゼロの仲間たちとレイたち、そして駆け付けたウルトラセブン、ウルトラマン、ゾフィーの救援もあり、ビートスターの指令塔への突入に成功する。説得を試みるが、なおも天球を惑星へ向かわせようとしたビートスターから、有機生命体への敵意を向けるに至った経緯やこの天球での出来事を聞いて怒りを露にし、立ち向かう。一度は追い詰められそうになったが、ジャンキラーの救援により救われてともに戦い、ついにビートスターを倒す。
天球はビートスターの自爆によってともに爆発するが、その直前に全員とも無事に脱出し、惑星ブラムも衝突が回避される。レイたちと別れた後、ジャンキラー改めジャンナインを仲間にし、セブンたちから激励と宇宙で起きている不穏な動き（＝後述のバット星人の暗躍）の忠告を受け、再びアナザースペースへ旅立った。

### 『ウルトラマンサーガ』
アナザースペースにてベリアル軍の残党と交戦中、アスカ・シンの声に導かれて時空を超え、バット星人によって危機的状況に追い込まれたフューチャーアースの地球を訪れる。そこで出会ったスーパーGUTSのルーキー隊員タイガ・ノゾムの勇敢な行為に感動し、彼の命を救うために一体化する。
『超決戦!ベリアル銀河帝国』でのランとは違い、タイガの意識のあるうちに憑依するような形で一体化したため、彼の意思に行動を制約されて変身もままならない状況となる（会話は可能）。変身を拒否するタイガとは口論が絶えず、彼の隙をついて強引に変身することも可能だが、その場合は一度切りではあったが、身長が約5メートル程度となって力も完全に発揮できず、従来のウルトラ戦士よりも小さい姿は生き残った子供たちから「チビトラマン」と揶揄されたり、モップや虫取り網で突かれたりされていた。そのほか、タイガの変身拒否に「嘘!?」と呟いて唖然としたり、彼との一体化を「一生の不覚」と嘆くなど、過去作品以上にコミカルな面も散見される。タイガの頑固さと破天荒さに振り回され、なかなか真の力を発揮できずにいたが、彼の心の傷を知って彼を導く立場をとるようになっていく。
同じくフューチャーアースを訪れたウルトラマンコスモス=春野ムサシや、子供たちを守る地球防衛隊チームUとともにバット星人配下の怪獣軍団との戦いを繰り広げる中、バット星人の育てていた滅亡の邪神ハイパーゼットンが覚醒する。そこで、以前にフューチャーアースを訪れていたアスカ=ウルトラマンダイナが覚醒直前のハイパーゼットンに敗れて石像と化していたことや、子供たちを守るためにチームUが防衛隊と偽っていた「秘密」を知ったタイガと初めて心を1つにして変身し、ダイナを復活させるためにハイパーゼットンに立ち向かう。コスモスやチームU、そして復活したダイナと協力して一度はハイパーゼットンを倒すが、バット星人との一体化で完全体となったハイパーゼットン（イマーゴ）には圧倒されてしまう。しかし、ダイナやコスモスと心を1つにすることによって新たなウルトラ戦士・ウルトラマンサーガとなり、子供たちやチームU、そして救援に現れたウルトラ兄弟（ウルトラマン、セブン、ジャック、エース、レオ）の応援や協力も得て、ハイパーゼットンをバット星人ごと打ち倒す。
最後はタイガと分離し、平和の戻ったフューチャーアースに残ることを決めた彼を見送りつつ、フューチャーアースを後にした。
- 本作品では登場3年目となることから、新たな要素として三枚目路線のコミカルな演出が行われた[101]。結果的に二枚目半路線となったが、肝心なところはしっかりと締め、心で泣いて顔で笑うという人間味を持たせることで、人間の価値観に共鳴し、こういう男に傍にいてほしい、こういう男になりたいと思えるキャラクターとして描いており、後継の作品でもそれが活かされたものとなった[9]。
- 劇中でタイガがした「フィニッシュ！」というポーズはゼロ自身が取り入れ、後年の作品でもゼロ役の岩田がやり続けているという[69]。
- 5メートル大になるという展開はVFXプロデューサーの鹿角剛司からの提案によるもので、企画当初は人間大でチームUと絡む展開が検討されていた[101]。
- 書籍『ウルトラマンサーガ超全集』では、「追憶 The Diary of Anna」と題して本編終了後にフューチャーアースを再訪したゼロが廃墟にて発見したアンナの日記を読む姿がジオラマ化された[102]。

### 『ウルトラマン列伝』
ナビゲーターとして歴代ウルトラマンの活躍を紹介する。テンションが上がって興奮気味の解説になったり、「自分がマウンテンガリバー5号を設計するなら、コックピットにはジャンボットぐらいの余裕は持たせておく」と言うなど、コミカルな面も見せる。
『サーガ』直前の動向も描かれている。第35話ではゾフィーに呼び出されて久々に帰還した光の国で、最強怪獣であるゼットンのマイナスエネルギーが別の宇宙で強大化していることをゾフィーに聞かされ、対策としてこれまでのゼットンとウルトラ戦士の戦いを見つつ、ゾフィーのアドバイスも受けて新たな戦いへの闘志を燃やす。
最終話では『ウルトラゼロファイト』での戦いをグレンファイヤーと共に振り返った後、歴代ウルトラマンやウルティメイトフォースゼロの映像に合わせ、日頃の応援への感謝と「『守るべきもの』があればみんなもウルトラマンだ」との旨を述べ、番組を締めくくった。
リニューアル後の『新ウルトラマン列伝』でも何度かナビゲーターとして登場し、自分たちに縁のあるキャラクターやストーリーを解説している。第9話ではグレンと共に登場し、ウルトラマンギンガとジャン兄弟をはじめ、ウルティメイトフォースゼロのメンバーのモデルとなったファイヤーマン、ミラーマン、ジャンボーグA、ジャンボーグ9らを紹介する。その際、グレンがギンガの名前を覚えておらず「ギンザ」「キンタ」などと間違えて呼んだり、ジャン兄弟のことも未だに「焼き鳥」「焼き鳥ブラザーズ」と呼んだりしたため、その都度ツッコミを入れては訂正していた。
『新列伝』最終話ではウルトラマンギンガやウルトラマンエックスと共にナビゲーターを務め、過去の作品の名シーンを振り返りつつウルトラマンオーブの紹介もした後、エックスが「これから先も物語は紡がれ語り継がれていく」と述べ、ギンガが「どんな困難が待ち受けていようとも」と述べた後、「俺たちウルトラマンは平和のために戦い続ける。君たちの心に…ウルトラの光がある限り！」と視聴者にメッセージを送り番組を締めくくった。
- オープニングの新撮映像で、ゼロがレギオノイドに寸勁を決めるカットは、坂本の考えが反映されている[7]。

#### 『ウルトラゼロファイト』第一部「新たなる力」
さすらいの民のイメージを思わせる古布を身にまとった姿で登場。ダイナとコスモスから授かった新たなる力（ストロングコロナ、ルナミラクル）について考えるため、初めてウルトラマンとして戦った怪獣墓場を再び訪れる。だが、地球【フューチャーアース】で倒したバット星人の同族であるバット星人グラシエに狙われ、地獄の四獣士（レッドキング、ベムスター、ガンQ、ガルベロス）など、グラシエが怪獣墓場から蘇らせた怪獣たちと激闘を繰り広げることになる。
その途中、他の怪獣たちとともに蘇生したピグモンと出会い、「自分の力を恐れるな」と諭されたことで迷いを断ち切り、四獣士との戦いを切り抜けていく。四獣士を全て倒すと、今度はその魂を取り込み巨大化したグラシエとの直接対決になるが、彼の口から「自分を倒せば自分の力で蘇ったピグモンも死んでしまう」ことが明かされ、動揺して追い詰められてしまう。しかし、ピグモンの言葉で奮起して全力を開放することで分身変身し、その力でグラシエを倒すと同時にピグモンを救うことにも成功する。
すべての戦いを終え、前に進むための力と守るための力と授かった力の意味を見出すと、ウルティメイトフォースゼロの仲間たちと合流し、ピグモンに見送られつつ怪獣墓場を後にした。

#### 『ウルトラゼロファイト』第二部「輝きのゼロ」
怪獣墓場での戦いを、闇の神殿で5人の宇宙人ダークネスファイブ（メフィラス星人・魔導のスライ、ヒッポリト星人・地獄のジャタール、テンペラー星人・極悪のヴィラニアス、デスレ星雲人・炎上のデスローグ、グローザ星系人・氷結のグロッケン）に見られていた（彼らと断末魔のグラシエも「あのお方」という言葉を口にしており、ゼロは何者かに狙われていることが判明する）。
惑星ファネゴンで暴れるキングシルバゴンを慈愛の力・フルムーンウェーブで鎮めた直後、ジャタールが変身したウルトラの母から仲間の危機を伝えられ、ウルティメイトフォースゼロの秘密基地として建造していたマイティベースに急行するが、すでにグレンファイヤーとミラーナイトは奇妙な格好のままブロンズ像にされてしまっており、次々に現れるダークネスファイブと激闘を繰り広げることになる。
その途中、怪獣墓場にいたピグモンがスライの人質となってしまい、元の姿に戻ったグレンファイヤーとミラーナイトを含むウルティメイトフォースゼロの仲間たちの協力を得て怪獣墓場へ急行するが、そこでグラシエやダークネスファイブの黒幕だった「あのお方」ことカイザーダークネスが姿を現す。その正体が、アナザースペースで完全に倒したはずのウルトラマンベリアルであることに驚愕しつつも、激闘の末にウルティメイトゼロとなってこれを粉砕する。だが、破壊されたアーマードダークネスから抜け出たベリアルの魂に肉体と意識を乗っ取られ、ゼロダークネスと化してしまう。
手出しはできない状態になりながらも意識は残っていたが、アナザースペースに戻ったゼロダークネスがウルティメイトフォースゼロの仲間を次々と倒し、乗っ取られた状態とはいえ仲間を手にかける姿を見せつけられたことで、意識は絶望して消えかけてしまう。しかし、俯く自分に前へ進むことを促す仲間たちの呼びかけや必死にベリアルたちの行く手を遮ろうとしたピグモンの姿もあり、守るべき物があるウルトラマンという物を再認識して復活を遂げ、ベリアルの魂を追い出してシャイニングウルトラマンゼロへ覚醒する。その能力で時間を逆行させ、ウルティメイトフォースゼロの仲間を復活させるだけでなく、ベリアルの魂を消滅させてダークネスファイブを撤退させる。元の姿へ戻った後、覚醒中のことを覚えていないながらも、蘇生した仲間たちとの再会を喜んで新たにピグモンを迎え入れ、ともにマイティベースへ帰還した。
後に『ウルトラマン列伝』最終話では、グレンファイヤーと共にこの時の戦いを振り返っている。新たな能力に目覚めたことでベリアルに打ち勝ち仲間たちとも再会できたが、ゼロダークネスと化して一度仲間を手にかけてしまったことは今でも心の傷として残っていたうえ、時間逆行による影響でベリアルまで復活させてしまったことにも気づいており、もしまた同じ事態が起きた時にシャイニングの力を使えるかどうかも分からないため、その恐れから仲間のもとを去ろうと考えていたが、グレンから「俺たちはみんなお前を信じている」と励まされると同時に、自分も仲間たちを信じていると気づかされたことで迷いを振り切ってグレンと組手を行いつつ、これからの戦いへの新たな決意を固めた。

### 『劇場版 ウルトラマンギンガS 決戦!ウルトラ10勇士!!』
ウルトラ戦士たちを次々に封印していくエタルガーを時空を超えて追跡しており、コスモスがエタルガーに封印された直後、惑星ジュランに駆け付けるが逃げられてしまう。
ギンガの世界で再び対決するが、ウルティメイトゼロに変身しても倒せずにまたしても取り逃がすと、事前にウルトラマンタロウから聞かされていたヒカルとショウに、特訓を命じる。特訓を終えると、ウルトラマンキングから預かっていたウルトラフュージョンブレスをヒカルに与え、ショウとともにウルトラマンギンガビクトリーとなった彼らを連れて時空城へ向かい、その第4階層でウルトラマンベリアル（エタルダミー）と対決する。最後は、ティガからメビウスまでの先輩ウルトラ戦士7人とともにクロスオーバーフォーメーションを放ち、時空城を破壊した。
エタルガーによるとゼロとの戦いはメインディッシュのようであり、彼の強さにはエタルガーも一目置いていたようである。
なお、ウルティメイトゼロで次元転移した直後にそのまま戦闘を続行したり、自分の意思を保ったままシャイニングゼロへの変身が可能となっていたりと、ゼロ自身もそれまでと比べてかなりパワーアップしたことがうかがえる描写も、多々盛り込まれている。
後日談の『ウルトラファイトビクトリー』でも、レオの口からゼロの存在について言及されている。

### 『ウルトラマンX』
第5話に登場。ナックル星人バンデロを追っており、バンデロが用心棒怪獣 ブラックキングとのタッグでウルトラマンエックスを追い詰めているところに乱入し、ブラックキングの角を折る。エックスや大空大地と会話した後、惑星ギレルモに向かう。そこでブラックキングドリルカスタムと互角に渡り合った末、ウルトラマンゼロアーマーを纏って駆け付けたエックスにブラックキングドリルカスタムの相手を任せ、自らはバンデロと対決する。激しい銃撃戦を繰り広げた末にゼロツインシュートを放ち、バンデロに止めを刺す。なお、それまでの過程で救助したルイからは惚れられて「ゼロ様」と呼ばれた。
第13話に登場したショウは、ゼロからエックスと大地について知らされていた旨を語っている。
- ゼロのモードチェンジは脚本になかったが、監督の坂本浩一はエックスのウルトラマンゼロアーマーに見劣りしないようにするという考えから、画コンテを用意して登場させた[104][105]。ストロングコロナゼロとルナミラクルゼロのスーツは映画『劇場版 ウルトラマンギンガS 決戦!ウルトラ10勇士!!』で使用していたため、コンディションは良好であった[104]。
- 第5話の脚本を担当した中野貴雄は、ゼロを小林旭のようなイメージと捕らえており、旋風児シリーズを意識したセリフを言わせている[105]。

### 『劇場版 ウルトラマンX きたぞ!われらのウルトラマン』
テレビ版のようにウルティメイトイージスを用いる形ではなく、人々の想いを受けたサイバーカードによって召喚される形で登場。
上海にて、ザイゴーグの背びれより生み出されたツルギデマーガへ召喚直後に天空からのウルトラゼロキックを浴びせたうえ、さらなる人々の想いを受けて力をみなぎらせ（これはゼロと同様に召喚された他のウルトラ戦士4人〈ギンガ、ビクトリー、マックス、ネクサス〉も同様）、ワイドゼロショットで倒す。最後はザイゴーグを倒したエックスたちのもとを他のウルトラ戦士4人と共に訪れ、エックスと大地の成長を称賛して本作品の世界を後にするが、ルイに見送られる際には『サーガ』で覚えたタイガの口癖「フィニッシュ！」を放って口元を光らせている。

### 『劇場版 ウルトラマンオーブ 絆の力、おかりします!』
物語冒頭に登場し、ギャラクトロンに苦戦するオーブに加勢してこれを倒す。宇宙の異変をウルトラマンギンガやウルトラマンビクトリーと共に調査しており、彼らが行方不明になったことをオーブに伝えると再び別次元へ調査に向かう。ムルナウの起こした事件の解決後は再びオーブの世界に現れ、デザストロの襲来を告げる。

### 『ウルトラファイトオーブ 親子の力、おかりします!』
邪気の発生源を追って訪れた惑星ヨミで調査中、ジュダ・スペクターとメカゴモラが現れて追いつめられるが、邪気を追ってきたウルトラマンオーブと共闘して撃退する。
その直後に亡霊魔導士 レイバトスが現れ、さらなる亡霊怪獣軍団（宇宙ロボット キングジョー・地底怪獣 グドン・古代怪獣 ツインテール・火山怪鳥 バードン・宇宙恐竜 ハイパーゼットン（イマーゴ）・超咆哮獣 ビクトルギエル）を出現させる。ゼロはオーブと共闘してビクトルギエルとハイパーゼットンを倒し、オーブにレイバトスの追跡を命じて残りの亡霊怪獣軍団と対峙するが、苦戦してしまう。そこに光の国からセブン・ゾフィー・ジャックが駆けつけ、これを倒す。一方、オーブはレイバトスに追いつくも逃げられてしまう。
レイバトスの目的がギガバトルナイザーであることを確信したゾフィーとジャックが怪獣墓場へ向かう一方、ゼロとセブンはオーブにシャイニングフィールドでの特訓を命じ、そこでの10年間の特訓を経てエメリウムスラッガーへの変身能力を開花させる。

### 『ウルトラマンジード』
第1話より登場。光の国から奪われたウルトラカプセルを探すため、サイドアースを訪れる。
クライシス・インパクトにおけるウルトラマンベリアルとのオメガ・アーマゲドンでの傷が癒えておらず、サイドスペースへの次元移動を行った際にウルティメイトブレスレットも破損してしまったために万全の状態ではなく、本来の姿での活動時間も2分程度に限られている。
ビルの崩落に巻き込まれそうになった少年を救おうとして瀕死の重傷を負ったサラリーマン・伊賀栗レイトの命を救うとともに、地球での長期間活動のために一体化する。ベリアルに酷似した外見を持つうえにウルトラカプセルを所持しているウルトラマンジード＝朝倉リクのことは知らなかったため、その行動を見極めると同時に、自身の不調も重なってひとまず地球の防衛をジードに任せる方針を取る。なお、ジードを初めて目撃した際には、目の形状からベリアルと誤認している。
レイトが妻子持ちで気弱な性格ゆえ、いまいちシンクロできない時もあるが、いざという時には心を一つにして変身し、そして怪獣と戦う。
地球で長期間活動し、人類や地球の文明と触れ合う経験はこれが初めてであるため、レイトの娘・マユを抱っこした感触に感激したり、満員電車を精神の修行に最適な乗り物と評したりもしている。
状況によってはレイトの身体を彼に無断で動かすことがあるほか、その際にはレイトの身体から発せられる声もゼロのものとなる。元ベリアルの秘密基地・星雲荘ではそのことを知った鳥羽ライハが、会話の相手がレイトかゼロのどちらか理解しづらいことへの不満を星雲荘の報告管理システム・レムに述べ、イメージ・ヘッドギアを装着することでレイトの身体からゼロの意識を画面に投影させることにより、彼らとの明瞭な会話を成立させている。
ベリアルとの最終決戦では、カレラン分子分解酵素を撃ち込む際に反撃されてレイトとともに重傷を負ったものの、事態の収束後にはウルティメイトブレスレットの修復を完了し、負傷したままの彼と分離してサイドアースを後にした。
- 「子供」という性質のリクの対になるように、やんちゃだったゼロが成長して誰かを導く「大人」の性質が備わればいいと思い、本作品ではリクを導く正しい大人としての役割となった[107]。シリーズ構成の乙一は、ジードとベリアルという親子との対比としてゼロにも父子の役割を認識させるため、妻子持ちの人間と一体化するという設定を取り入れた[108]。また、サラリーマンに憑依するという案は没になるだろうと考えていたが、スタッフはサブで登場するウルトラマンのため乗り気で問題なく受け入れられたという[109][107]。ゼロと似たような性格では話の膨らみが減るため、ゼロとは正反対の性格の人間と組ませることとなった[7]。
- 当初、乙一はゼロを不良のようなキャラクターと認識していたため、ベリアルに似たジードを見て殴りかかる展開を考えていたが、監督の坂本浩一から本作品では後輩を育てるキャラクターに成長していると指摘され、様子を見守るという展開に改めた[109][107]。また、坂本はゼロの強さでは単独ですべてを解決してしまうと考え、ウルティメイトブレスレットを破損させてタイプチェンジもできない状態と設定した[109]。この設定は、『レオ』でウルトラセブンへの変身能力を失ったモロボシ・ダンの立ち位置も意識したものである[109][7]。家族持ちにゼロが乗り移るという設定を受け、坂本は第24話での遊園地での別れのシーンが思い浮かんだといい、情けなかったレイトがゼロの影響を受けて家族を自分で支える強い男になり、硬派のゼロも人間と一体化して家族の温かみを知るという昭和ウルトラシリーズの王道であり、ゼロを一回り成長させることで、ベリアルとの最終決戦でもジードをサポートする役目に回るものとなった[7]。
- レイトからゼロへの変身シーンは、セブンの変身シーンを踏襲している[110]。

### 『劇場版 ウルトラマンジード つなぐぜ! 願い!!』
ウルティメイトフォースゼロの面々とともに、ギルバリスが送り込むギャラクトロンの対処に当たる。ウルトラの父の指示でサイバー惑星クシアを追ってサイドアースに再訪すると、惑星規模の赤い空間に覆われていく沖縄に単身突入。ギャラクトロンMK2と戦っていたオーブとジードに合流し、共闘戦線を展開する。ギャラクトロンの攻撃からオーブと共にジードを庇った際、シャイニングゼロにチェンジしてオーブと自分を数時間先の未来に飛ばして回避するも、反動で実体を維持できなくなり、偶然沖縄に来ていたレイトと密かに一体化。回復後はゼロビヨンドとなって戦線復帰し、ギルバリス撃退に貢献する。戦闘後はレイトから分離し、リクたちに別れを告げてウルティメイトフォースゼロと共にサイドアースを去る。

### 『ウルトラマンタイガ』
第23話に登場。ウルトラマントレギアやニセウルトラマンベリアルに苦戦するウルトラマンタイガのもとに駆け付けて共闘を果たし、タイガにプラズマゼロレットを授けた。ニセベリアルが倒された後はタイガと工藤ヒロユキを叱咤激励し、ベリアル因子を悪用されていないか調査をするために別次元に向かった。
- 脚本を担当した皐月彩は、やんちゃなタイガにゼロとの共通性を見せつつ、迷いのあるタイガに対しゼロを迷わない強さを持っている存在として描いている[111]。監督の辻本貴則も、登場シーンを派手に着地させるのではなく、下から迫り上がって現れるという大御所感のある登場のさせかたで若々しいタイガとの差別化を図っている[111]。
- 第23話には過去にゼロと一体化した人物の名前のカップラーメン「蘭」「望」「玲人」が登場した[112]。

### 『ウルトラギャラクシーファイト ニュージェネレーションヒーローズ』
第1話より登場。ウルトラ6兄弟の命でウルトラダークキラーからウルトラウーマングリージョを護衛するために綾香市へ向かうが、ダークキラーに襲撃されてグリージョ諸共囚われの身となる。幽閉先のダークキラーゾーンではエネルギーを吸い取られていくグリージョを励ましつつ密かに戦闘用のエネルギーを分け与え、ダークキラーが生み出したゼロダークネスとの戦闘もままならないほど消耗するが、ウルトラマンロッソとウルトラマンブルの奮戦によって窮地を脱する。ギンガたちニュージェネレーションヒーローズと合流後は、ジードが生み出したニュージェネレーションカプセルによってゼロビヨンド（ギャラクシーグリッダー）へと単独変身し、復活したゼロダークネスを撃破する。戦闘後は事件の黒幕であるウルトラマントレギアの追跡をギンガたちに任せ、自らはグリージョを元いた次元へと送り届ける。
- 本作品はゼロ10周年に向けての作品でもあったため、グリージョを守るイケメンキャラとして通しつつ、これまでに自身が鍛えてきたニュージェネレーションヒーローズたちが自身の力で救うという展開となったが、ゼロにも美味しいところをみせるため、その対戦相手としてゼロダークネスが登場するものとなった[7]。

### 『ウルトラマンクロニクル ZERO&GEED』
番組ナビゲーターとして登場する。ビヨンド学園ゼロ組に編入してきた朝倉リクとペガッサ星人ペガに自身とジードの戦いの歴史を講義する。

### 『ウルトラマンZ』
第1話より登場。本作品ではレオから送られた、防具の役割を果たすウルトラゼロマントを纏った姿で登場する。自らを師匠と仰ぐウルトラマンゼットのポテンシャルや才能を見抜きつつも正式な弟子とは認めておらず、半人前どころか三分の一人前と厳しい評価を下しているものの、才能は内心では認めている。
ウルトラメダルを飲み込んで逃走したゲネガーグをゼットと共に追撃していたが、ゲネガーグが吐き出したブルトンに捕らえられ、ウルトラゼットライザーとウルトラメダルを与えた直後四次元空間に囚われる。その後シャイニングスタードライヴで窮地を脱し、エネルギー回復後、ベリアル融合獣に苦戦するゼットとジードの前に現れ、協力してベリアル融合獣を退ける。戦闘後はハルキとゼットに地球の動乱への対処を任して、リクたちと地球を後にする。

### 『ウルトラギャラクシーファイト 大いなる陰謀』
『Chapter.2:交錯する物語 -The Divergence-』より本格的に登場。ウルトラ6兄弟を強襲したベリアルおよびトレギアの並行同位体を相手に戦闘を繰り広げるが、アブソリュートタルタロスに攻撃された隙に彼らの逃亡を許す。その後、ウルトラの父からの要請でタルタロスたちに立ち向かう精鋭部隊「ウルトラリーグ」の編成および指揮を一任される。
『Chapter.3:明かされし野望 -Appearance-』では自らの足でグリージョやジョーニアスに声をかけ、メンバーとして招集する。惑星エビルでウルトラマン80とユリアンが宇宙恐魔人ゼットに襲撃されると、ウルトラリーグの面々と救援に駆けつける。人工ゼットン軍団との戦いでは、単独で立ち向かおうと暴走気味だったゼットを叱咤すると同時に、タイガたちと協力する姿から光の使者たるウルトラ戦士の本当の力が何であるかを教え込む。ゼットン軍団撃滅後は、強襲したタルタロスを倒すべくウルティメイトシャイニングゼロに変身し、一騎打ちに望む。

### その他の作品に登場したウルトラマンゼロ
『うーさーのその日暮らし 夢幻編』
2015年のテレビアニメ。第1話で異次元空間を漂っていたうーさー（声：宮野真守〈二役〉）を地球へ導く。ゼロの後ろには他のウルティメイトフォースゼロの面々もおり、作中にはピグモンとメトロン星人も登場していた。なお、当然ながら全員ともアニメーターによる手描きで描かれている。また、エンドカードは後藤正行によるウルティメイトフォースゼロとうーさーが共に宇宙空間を飛んでいくイラストでしめられている。

## ゼロに関連する力を持つ戦士
人造ウルトラマン
ダークロプスゼロ / ダークロプス
ゼロの姿を模して造られた戦闘ロボット。プロトタイプはダークロプスゼロと呼ばれる。
ウルトロイドゼロ
『Z』の世界の地球にきたウルトラ戦士を模して造られた。

ウルトラマンギンガビクトリー
ウルトラフュージョンブレスでワイドゼロショットやエメリウムスラッシュを使用可能。
ウルトラマンX
ウルトラマンゼロアーマー
ウルティメイトゼロの能力を解析したアーマーを装着して戦う。

ウルトラマンオーブ
ハリケーンスラッシュ / エメリウムスラッガー / レオゼロナックル
ウルトラフュージョンカードでフュージョンアップ。

ウルトラマンジード
マグニフィセント / シャイニングミスティック / ムゲンクロッサー / ノアクティブサクシード
ウルトラカプセルでフュージョンライズ。

ウルトラマンロッソ
ルーブスラッガーロッソにゼロクリスタルをセットしてゼロツインスライサーを発動する。
ウルトラマンタイガ
プラズマゼロレットをタイガスパークでリードすることでタイガエメリウムブラスター、ワイドタイガショット、タイガダイナマイトシュートを放つ。
ウルトラマンゼット
アルファエッジ / デルタライズクロー
ウルトラメダルでウルトラフュージョン。

## 備考
声を担当する声優の宮野真守のライブやファンクラブイベントには、たびたびゲスト出演している。2013年2月3日にNHKホールで開催された『MAMORU MIYANO LIVE TOUR 2012-13 〜BEGINNING!〜』のファイナル公演ではウルティメイトフォースゼロのメンバーも全員出演し、2013年10月4日に日本武道館で開催された『MAMORU MIYANO SPECIAL LIVE 2013 〜TRAVELING!〜』にはスペシャルゲストの高見沢俊彦や他のウルトラ戦士と出演している。
2023年1月9日には、ウルトラシリーズの中国本土でのライセンス総代理店「上海新創華文化発展」とIP商品を展開する企業「万代南夢宮（上海）娯楽」により、知的財産保護を巡る協力に感謝の意を表すため、上海市公安局長寧分局にウルトラゼロマントを羽織った姿のゼロの立像と、ウルトラマントリガーやウルトラマンデッカーを描いた盾が贈呈されている。